# Bickenbach (Hesse)
Bickenbach é um município da Alemanha, situado no distrito de Darmstadt-Dieburg, no estado de Hesse. Tem 9,26 km² de área, e sua população em 2019 foi estimada em 6.033 habitantes.